# Taça Intercontinental de Hóquei em Patins de 2016
A Taça Intercontinental de Hóquei em Patins de 2016 foi uma edição da Taça Intercontinental de Hóquei em Patins organizada pela FIRS e disputada entre o finalista vencido da Liga Europeia de Hóquei em Patins de 2014–15, Club Patín Vic, e o vencedor do Campeonato Sul-Americano de Clubes de 2015, Atlético Huracán de Buenos Aires. Esta edição não foi considerada oficial pelo CERS-RH.

## Ficha técnica
Club Patín Vic: 
Cinco inicial: Camps, Bancells (1), "Mia" Ordeig (1), Burgaya e Cristian (2). 
Suplentes: Casas, Presas (1) e Llorca.
 Atlético Huracán de Buenos Aires: 
Cinco inicial: Antolín, Fernández, Cordamo, Ginestar e Dengra. 
Suplentes: Glaria, Cabañuz, Barreiro (1) e Duhalde.

## Jogo
| 29 de Dezembro de 2016 | Club Patín Vic | 5-1 | Atlético Huracán de Buenos Aires | Pabellón Olímpico de Vic, Barcelona            |
| 12:00 (GMT)            | 1-0, min. 6: Cristian 2-0, min. 9: "Mia" Ordeig 3-0, min. 18: Presas 4-0, min. 19: Bancells, de penalty 5-1, min. 48: Cristian |     | 4-1, min. 28: Barreiro.          | Público: 700 Árbitro: R. Soares e U. Barbarisi |

| Vencedores Taça Intercontinental 2016 |
| Espanha                               |
| Club Patín Vic 1º Título              |